# Roberto Crispino
Roberto Crispino (em francês: Crépin; m. 1072), chamado Francópulo (Φραγκόπουλος), foi um mercenário normando e líder dos corpos de seus compatriotas estacionados em Edessa sob autoridade do general bizantino Isaac Comneno, duque de Antioquia, nos anos 1060. Ele lutou contra os invasores turcos seljúcidas e foi supostamente envenenado logo após a batalha de Manzicerta.